# Isolaimium conicum
Isolaimium conicum is een rondwormensoort uit de familie van de Isolaimiidae. De wetenschappelijke naam van de soort is voor het eerst geldig gepubliceerd in 1970 door Andrássy.